# دائرة قصر الشلالة
الولاية المنتدبة قصر الشلالة كانت إحدى دوائر ولاية تيارت الجزائرية . عاصمتها هي قصر الشلالة وتضم بلديات :
- قصر الشلالة
- سرغين
- زمالة الأمير عبد القادر
- رشايقة
- حمدية